# Resolutie 2415 Veiligheidsraad Verenigde Naties
Resolutie 2415 van de Veiligheidsraad van de Verenigde Naties werd unaniem aangenomen op 15 mei 2018, en verlengde de toelating voor de vredesmacht van de Afrikaanse Unie (AU) in Somalië met twee maanden.

## Achtergrond
In 1960 werden de voormalige kolonies Brits-Somaliland en Italiaans-Somaliland onafhankelijk, waarna ze werden samengevoegd tot de staat Somalië. In 1969 greep het leger de macht en werd Somalië een socialistisch-islamitisch land. In de jaren 1980 leidde het verzet tegen het totalitair geworden regime tot een burgeroorlog en in 1991 viel het centrale regime. Sindsdien beheersten verschillende groeperingen elk een deel van het land en viel Somalië uit elkaar. Toen milities van de Unie van Islamitische Rechtbanken de hoofdstad Mogadishu veroverden, greep buurland Ethiopië in en heroverde de stad.
In 2007 stuurde de Afrikaanse Unie middels toestemming van de Veiligheidsraad een vredesmacht naar Somalië. In 2008 werd de piraterij voor de kust van Somalië een groot probleem. In september 2012 trad na verkiezingen president Hassan Sheikh Mohamud aan, die met zijn regering de rol van de tijdelijke autoriteiten, die Somalië jarenlang hadden bestuurd, moest overnemen.
De vorige resolutie had een evaluatie van de vredesmacht gevraagd tegen 15 april 2018, maar deze had vertraging opgelopen. Daarom werd de missie in afwachting van dat rapport, dat nu tegen 15 juni werd verwacht, kortstondig verlengd. Men wilde de aanbevelingen in dat rapport in rekening brengen in de volgende resolutie over AMISOM. Vooral de financiering van de missie en het overgangsplan van de Somalische overheid zouden daarbij van belang zijn. Volgens dat plan zouden het Somalische leger en politie de bevoegdheden van AMISOM overnemen.
Omdat de Somalische veiligheidsdiensten duidelijk niet klaar waren om taken over te nemen, werd de inkrimping van AMISOM uitgesteld tot 2019. Bij een bomaanslag in Mogadishu op 14 oktober 2017 waren nog meer dan 500 doden gevallen. Somalië had ook gevraagd om AMISOM een politiek mandaat te geven, maar dat vonden andere landen overbodig. De Verenigde Naties hadden immers al de politieke missie UNSOM in Somalië.

## Inhoud
De AU-lidstaten mochten hun AMISOM-vredesmacht in Somalië tot 31 juli 2018 in stand houden. Zoals eerder beslist, moest het aantal manschappen tegen oktober 2018 met duizend worden verlaagd, tot 20.626. De VN zouden de vredesmacht verder logistiek blijven ondersteunen.
Lijst ·  2398 ·  2399 ·  2400 ·  2401 ·  2402 ·  2403 ·  2404 ·  2405 ·  2406 ·  2407 ·  2408 ·  2409 ·  2410 ·  2411 ·  2412 ·  2413 ·  2414 ·  2415 ·  2416 ·  2417 ·  2418 ·  2419 ·  2420 ·  2421 ·  2422 ·  2423 ·  2424 ·  2425 ·  2426 ·  2427 ·  2428 ·  2429 ·  2430 ·  2431 ·  2432 ·  2433 ·  2434 ·  2435 ·  2436 ·  2437 ·  2438 ·  2439 ·  2440 ·  2441 ·  2442 ·  2443 ·  2444 ·  2445 ·  2446 ·  2447 ·  2448 ·  2449 ·  2450 ·  2451